# Campeonato Francés de Fútbol (USFSA) 1897
El Campeonato Francés de Fútbol 1897 fue la cuarta edición de dicho campeonato, organizado por la USFSA (Union des Sociétés Françaises de Sports Athlétiques). Se jugó un formato de todos contra todos con equipos de París. El campeón fue el Standard Athletic.

## Campeonato de París
```
Equipo                                         PJ  PG PE PP GF-GC  PTS

1. 
Standard Athletic Club
                      8   6  2  0  31- 4  
14

1. 
The White Rovers
                             8   7  0  1  33- 8  
14

3.
Club Français
                                8   5  2  1  19-10  
12

4.
Racing Club de France
                        8   4  1  3  17-13   
9

5.
Paris Star
                                   8   4  0  4  15-24   
8

6.
United Sport Club
                            8   3  1  4  11-18   
7

7.
Football Club de Levallois
                   8   2  0  6  15-22   
4

8.
Cercle Pédestre Asnières
                     8   1  0  7  12-32   
2

9.
Union Athlétique du Premier Arrondissement
   8   1  0  7   0-22   
2
```

## Desempate por el título
Standard AC derrotó 3-2 al White Rovers, pero el resultado de este partido fue anulado y el juego se tendría que repetir. Rovers no se presentó para jugar a este juego y se le otorgó el título de campeón al Standard.